# Telepizza
Telepizza (укр. Телепіца) — іспанська багатонаціональна мережа піцерій. Станом на 2017 рік це найбільша неамериканська мережа піцерій в Північній Америці за кількістю закладів.

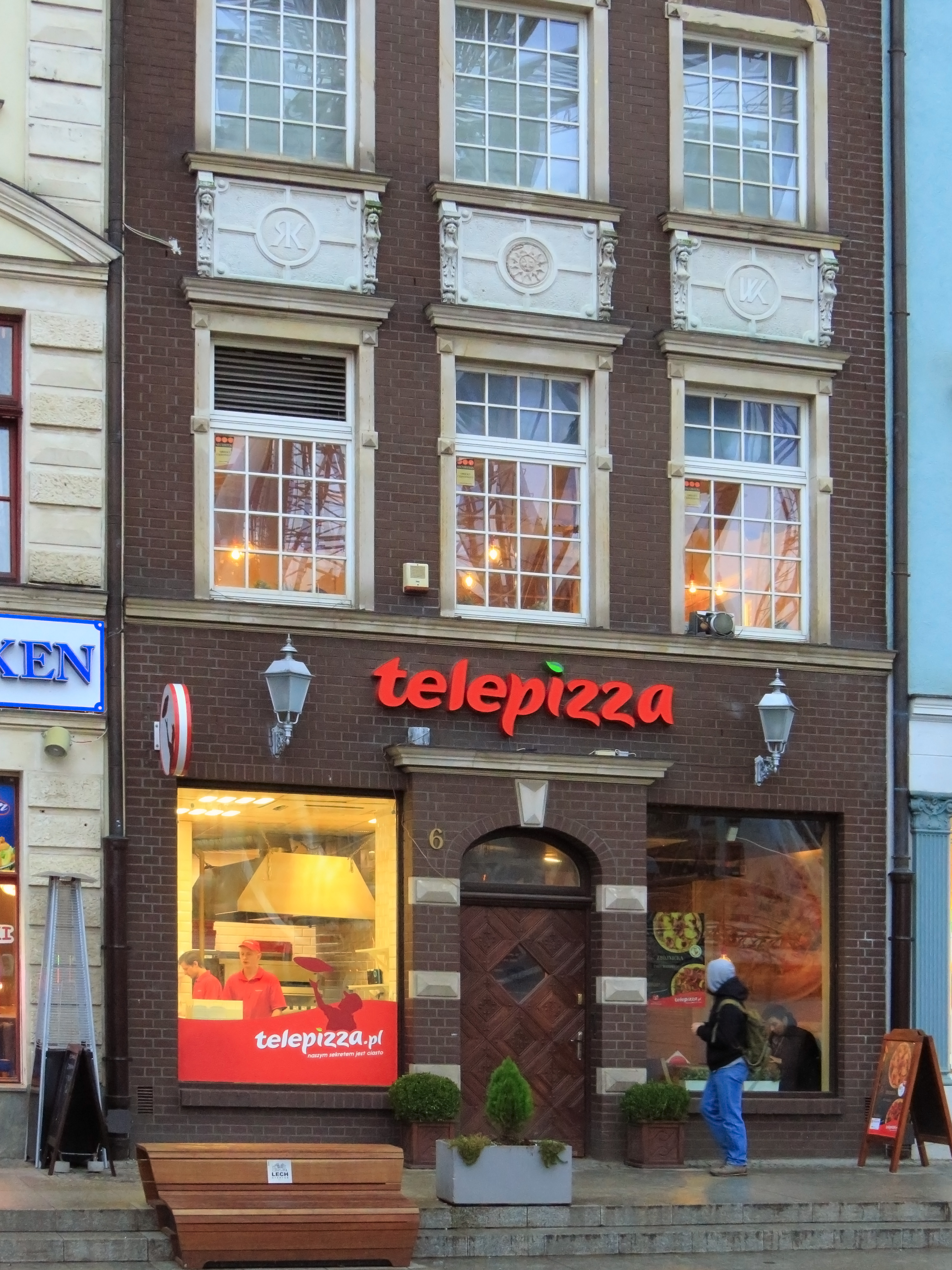
Телепіца у Гданську, Польща

Telepizza була заснована як «Pizza Phone» у 1987 році Леопольдо Фернандесом Пухальсом, американським бізнесменом кубинського походження, у мадридському районі Ель-Пілар. До 1995 року вона мала 200 офісів в Іспанії з часткою ринку 52%.
У компанії були фабрики в іспанських містах Гвадалахара, Барселона, Мостолес та Алькобендас, але пізніше вони були продані, і все виробництво було переміщено на фабрику в Дагансо-де-Арріба, Мадрид. 
Станом на 2010 рік Telepizza має 1025 торгових точок по всьому світу; з них 603 магазини в Іспанії та 422 у таких країнах, як Португалія, Велика Британія, Перу, Чилі, Польща, Росія[уточнити], Центральна Америка, Об’єднані Арабські Емірати, Саудівська Аравія та Іран.
У 2010 році Telepizza купила колумбійську мережу Jeno's Pizza. 
У квітні 2016 року Telepizza завершила IPO на суму 550 мільйонів євро.